# Das lachende Mädchen
Das lachende Mädchen ist ein Hörspiel von Günter Eich, das am 15. Juli 1956 vom NDR  unter der Regie von Klaus Stieringer gesendet wurde.

## Hintergrund
Günter Eich schrieb 1956 für den NDR zehn Hörspiele – Bearbeitungen phantastischer Geschichten aus der Weltliteratur. Alle zehn wurden im selben Jahr gesendet. „Das lachende Mädchen“ – nach Pu Sung-Lin – ist das fünfte Werk in dieser Reihe. Der Mongole Pu schreibt über einen asiatischen Mythos. Eine Fuchsfee und ein Mann zeugen ein Menschlein.

## Inhalt
Der Gelehrte Wang Fu aus Lo Tien erzählt eine Geschichte aus seiner Jugendzeit. Als 17-Jähriger wurde er von seinem Vetter Wu zu einem Laternenfest mitgenommen und lernte dort ein Mädchen kennen, das er aus den Augen verlor. Darauf war er liebeskrank geworden. Seine Mutter konnte das Leid schließlich nicht mehr mitansehen und bat den Vetter Wu um Hilfe. Dieser machte sich in Richtung der Westberge auf die Suche nach dem schönen Kind. Wu findet nichts, flunkert aber nach seiner Rückkehr dem Kranken vor, er habe das Mädchen in den Bergen gefunden. Es sei noch ledig, jedoch Wangs Cousine. Wang registriert alle Einzelheiten der Erzählung und lebt förmlich auf. Schließlich muss Wu eingestehen, dass er das Mädchen gar nicht gefunden hat. Darauf erhebt sich Wang vom Krankenlager, macht sich auf den Weg in die Westberge und findet das Mädchen tatsächlich. Es heißt Ying Ning, lebt mit seiner Pflegemutter zusammen und ist ein Jahr jünger als Wang. Eine Eigenschaft kann Ying nicht unterdrücken – ihr unvermitteltes Lachen. Es ist so ihre Art.
Als Wangs Mutter nach dem Sohn suchen lässt, kehrt der Junge mit seiner Braut heim. Die Mutter ist erstaunt und stimmt der Ehe erst nach längerem Zögern zu. Wangs Mutter vermutet nämlich, Ying sei ein Geist, zumal Vetter Wu behauptet, sein Onkel sei von einer Füchsin behext worden und ihr beider Kind heiße Ying Ning.
Freilich stört Ying die eigene Trauungszeremonie mit fortwährendem Lachen. Doch Wang ist in der Ehe – was auch geschieht – stets glücklich.
Einmal hatte der Nachbarssohn ein Auge auf Wangs junge Frau geworfen. Als der Nachbarssohn sich Ying in der Dämmerung nähert, berührt er im Garten – statt der schönen Frau – einen faulen Baum und wird obendrein von einem Skorpion aus einem Astloch des Stammes heraus gestochen. Die Nachbarn bezichtigen Ying der Hexerei und klagen. Das Verfahren wird aber niedergeschlagen.
Ying gesteht nun Wang, dass sie als Tochter einer Füchsin doch eine Zauberin sei. Seit der Klage der Nachbarn könne sie nicht mehr lachen. Nach einem Jahr bringt Ying einen Sohn zur Welt, der bald lacht. Wang ist froh, weil der kleinen Familie Yings Lachen doch noch erhalten geblieben ist.

## Märchen
In das Hörspiel sind zwei Märchen eingelegt.
Wang Fu erzählt vom alten Wang, der auf seiner Terrasse die Blumen gießt und dabei von einem Mistträger gestört wird. Wang stößt den Mistträger von der Terrasse. Letzterer überlebt den Sturz nicht. Nach neun Jahren steht in der Nachbarschaft bei der reichen Familie Li die Geburt eines Kindes unmittelbar bevor. Da erscheint der Mistträger, geht in das Haus der Familie Li und wird als kleiner Li wiedergeboren. Nach weiteren sieben Jahren – der uralte Wang pflegt immer noch seine Blumen auf der Terrasse – fliegen dem kleinen Li die Lieblingstauben davon, lassen sich auf dem Terrassen-Geländer nieder und kommen auch auf das Locken des kleinen Li nicht zurück. Der Siebenjährige wirft nach seinen Tauben mit einem Stein und trifft versehentlich den Blumenliebhaber. Wangs Nachfahren entdecken die Leiche des Greises und meinen, er sei ausgeglitten und gefallen. Der Alte wird begraben.
Yings Pflegemutter erzählt von dem Verschwender Du Tschun. Als er sich wieder einmal durchhungern muss, bekommt er von einem Alten ein riesengroßes Geldgeschenk. Damit tut Du gute Werke. Nach einem Jahr muss er vor dem edlen Spender erscheinen. Der Alte verspricht Du Unsterblichkeit, falls er alle kommenden Prüfungen schweigend erträgt. Das wäre auch fast geglückt, wenn nicht die schreckliche Prüfung mit seinem Sohn gewesen wäre. Als der geliebte Knabe vor Dus Augen mit einem Stein erschlagen wird, kann er dazu nicht schweigen und bleibt sterblich.

## Produktionen
- 15. Juli 1956, NDR.
- 17. April 1974, WDR und hr, Regie: Heinz Wilhelm Schwarz. Es sprachen Herbert Hoffmann den Wang Fu, Maria Krasna dessen Mutter, Sabine Postel die Ying Ning, Änne Nau deren Pflegemutter und Hans-Christian Rudolph den Vetter Wu.[2]

## Rezeption
- Wagner zitiert eine inhaltliche Zusammenfassung von Heinz Schwitzke vom 3. März 1973.[3]
- Alber[4] arbeitet den Charakter von Yings Lachen heraus: Es folge keiner Regel. Ferner wird in dem Zusammenhang auf Günter Eichs spätere Schreibphilosophie „vom Ernst zum Blödsinn“[5] hingewiesen: Die in der Welt immer unübersehbarer aufkommende Unvernunft müsse irgendwie auch literarisch reflektiert werden.[6]

### Verwendete Ausgabe
- Günter Eich: Das lachende Mädchen. Na Pu Sung-Lin (1956). S. 245–267 in: Karl Karst (Hrsg.): Günter Eich. Die Hörspiele 2. in: Gesammelte Werke in vier Bänden. Revidierte Ausgabe. Band III. Suhrkamp, Frankfurt am Main 1991, ohne ISBN

### Sekundärliteratur
- Sabine Alber: Der Ort im freien Fall. Günter Eichs Maulwürfe im Kontext des Gesamtwerkes. Diss. Technische Universität Berlin 1992. Verlag Peter Lang, Frankfurt am Main 1992 (Europäische Hochschulschriften. Reihe I, Deutsche Sprache und Literatur, Bd. 1329), ISBN 3-631-45070-2
- Hans-Ulrich Wagner: Günter Eich und der Rundfunk. Essay und Dokumentation. Verlag für Berlin-Brandenburg, Potsdam 1999, ISBN 3-932981-46-4 (Veröffentlichungen des Deutschen Rundfunkarchivs; Bd. 27)